# Metriostola
Metriostola é um gênero de mariposa pertencente à família Crambidae.